# Tước mào vàng
Tước mào vàng (Regulus regulus) là một loài chim dạng sẻ rất nhỏ trong họ Regulidae.
Lông chỏm đầu đầy màu sắc của loài chim này mang đến tên gọi và khoa học của loài chim này, và có thể nó được gọi là "vua của những con chim" trong văn hóa dân gian châu Âu. Một số phân loài được công nhận trên phạm vi phân bố rất lớn bao gồm phần lớn của Á-Âu và các đảo Macaronesia. Chim từ phía bắc và phía đông của phạm vi sinh sản của loài này di chuyển đến mùa đông hơn nữa về phía nam.